# فرانسیسکو ترینالدو
فرانسیسکو ترینالدو (انگلیسی: Francisco Trinaldo؛ زادهٔ ۲۴ اوت ۱۹۷۸) ورزشکار هنرهای رزمی ترکیبی اهل برزیل است. وی از سال ۲۰۰۶ میلادی تاکنون مشغول فعالیت بوده‌است.